# Gusjön, Lappland
Gusjön är en sjö i Vilhelmina kommun i Lappland och ingår i Ångermanälvens huvudavrinningsområde. Sjön har en area på 0,177 kvadratkilometer och ligger 361 meter över havet.

## Delavrinningsområde
Gusjön ingår i det delavrinningsområde (718485-152942) som SMHI kallar för Mynnar i Nästansjön. Medelhöjden är 368 meter över havet och ytan är 12,83 kvadratkilometer. Räknas de 5 avrinningsområdena uppströms in blir den ackumulerade arean 82,74 kvadratkilometer. Huvudsjöbäcken som avvattnar avrinningsområdet har biflödesordning 3, vilket innebär att vattnet flödar genom totalt 3 vattendrag innan det når havet efter 285 kilometer. Avrinningsområdet består mestadels av skog (27 procent) och sankmarker (70 procent). Avrinningsområdet har 0,18 kvadratkilometer vattenytor vilket ger det en sjöprocent på 1,4 procent.